# Engano
Engano ou enganação é um ato ou declaração que engana, esconde a verdade ou promove uma crença, conceito ou ideia que não é verdadeira. Muitas vezes é feito para ganho ou vantagem pessoal. O engano pode envolver dissimulação, propaganda e prestidigitação, bem como distração, camuflagem ou ocultação. Há também o autoengano, como na má-fé.
O engano é uma grande transgressão relacional que muitas vezes leva a sentimentos de traição e desconfiança entre os parceiros relacionais. O engano viola as regras relacionais e é considerado uma violação negativa das expectativas. A maioria das pessoas espera que amigos, parceiros de relacionamento e até estranhos sejam sinceros na maior parte do tempo. Se as pessoas esperassem que a maioria das conversas fosse falsa, conversar e se comunicar com os outros exigiria distração e desorientação para adquirir informações confiáveis. Uma quantidade significativa de engano ocorre entre alguns parceiros românticos e relacionais.
O engano e a desonestidade também podem dar origem a litígios civis em responsabilidade civil ou direito contratual (onde é conhecido como deturpação ou falsidade ideológica se deliberada) ou dar origem a processos criminais por fraude. Também forma uma parte vital da guerra psicológica em negação e engano.